# Espermaceti

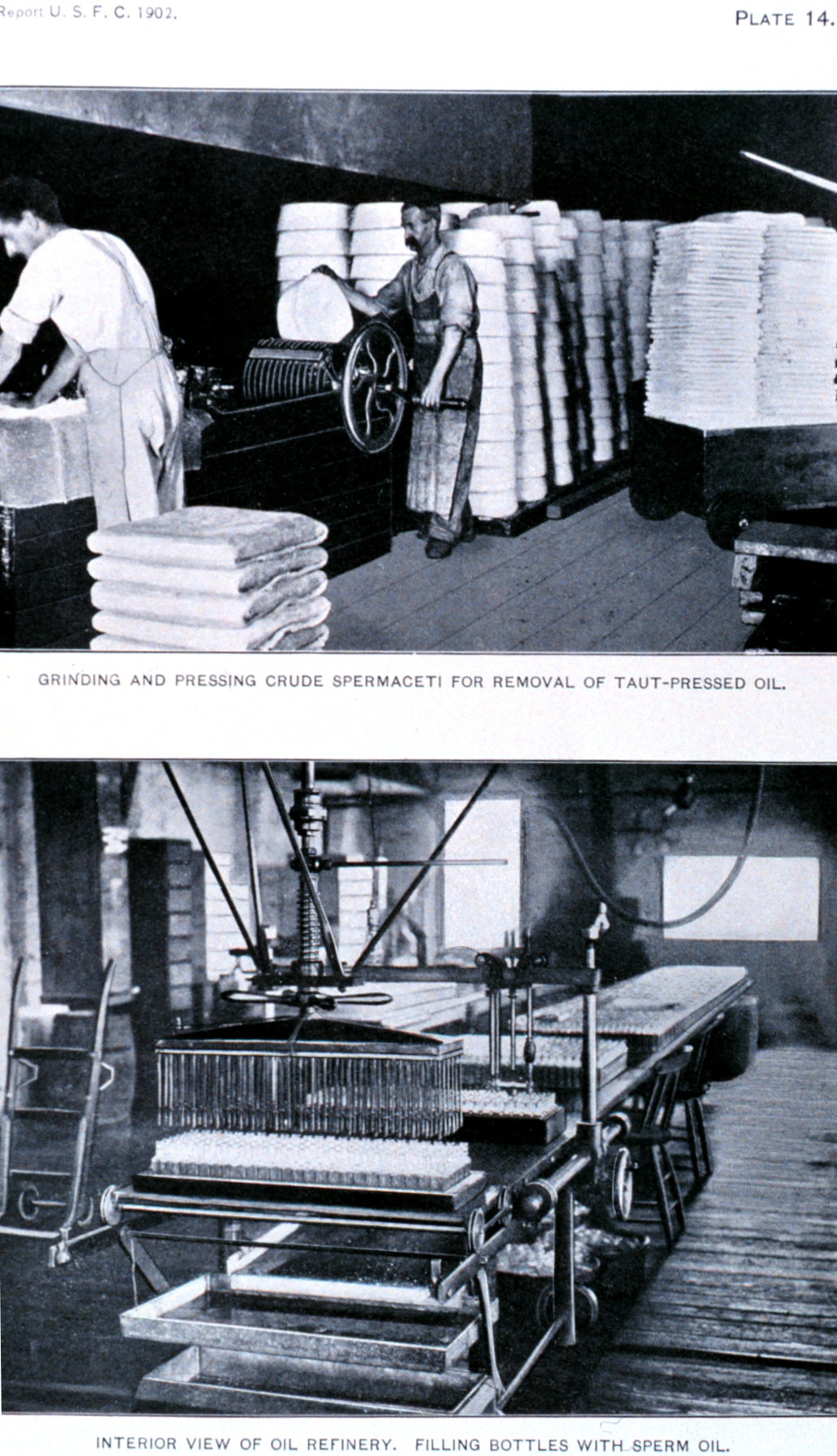
Processament d'espermaceti

El blanc de balena, la cera de catxalot o l'espermaceti (del grec sperma, 'llavor'; i cetus, 'balena') és una cera present a les cavitats encefàliques del catxalot (Physeter macrocephalus). L'espermaceti s'extreu de l'oli d'esperma per cristal·lització a 6 °C, tractat a pressió, i una solució d'un àlcali càustic. L'espermaceti ocorre en cristalls blancs brillants que tenen un tacte dur, però oliós, i que manquen de gust o olor, cosa que en fa un ingredient útil en cosmètica, l'adob de cuiro i la producció de lubricants. Aquesta substància també fou utilitzada per a la fabricació d'espelmes d'un valor fotomètric estàndard, en el cobriment de teixits i com a excipient farmacèutic, especialment en cerats i ungüents.

## Propietats
L'espermaceti és insoluble en aigua, molt poc soluble en alcohol fred, però fàcil de dissoldre en èter, cloroform, disulfur de carboni i alcohol bullent. Els components de l'espermaceti són principalment el cetil palmitat (èster d'alcohol cetil i l'àcid palmític), C15H31COO-C16H33.
Una alternativa botànica a l'espermaceti és un derivat de l'oli de jojoba, els èsters de jojoba, C19H41COO-C20H41, una cera sòlida que és molt similar, químicament i física a l'espermaceti, i que pot ser utilitzada, en gran part, per als mateixos usos. Per això els èsters d'alcohol cetil i d'oli de jojoba són utilitzats com a substituts de l'espermaceti.

## Processament
El blanc de balena s'extreia de les balenes que hom caçava i esdevenia un recurs valuós per als caçadors a causa de l'alt preu a què es podia vendre. El cap del catxalot es pujava a bord o s'enganxava al costat del vaixell. Llavors els caçadors obrien un forat al crani i n'extreien la cera de catxalot amb una galleda, o entraven dins el forat i recollien el fluid manualment. Una vegada recollit l'espermaceti, s'emmagatzemava en barrils per traslladar-lo a port. Una balena grossa podia contenir fins a tres tones d'espermaceti.